# Хоэнгандерн
Хоэнгандерн (нем. Hohengandern) — община в Германии, в земле Тюрингия. 
Входит в состав района Айхсфельд. Подчиняется управлению Ханштайн-Рустеберг.  Население составляет 571 человек (на 31 декабря 2010 года). Занимает площадь 6,83 км².